# PBY Catalina
A PBY Catalina amerikai többcélú hidroplán, melyet 1936–1945 között gyártott a Consolidated Aircraft repülőgépgyár. A második világháború egyik legsokoldalúbb katonai repülőgépe volt, melyet felderítésre, tengeri őrjáratozásra, tengeralattjárók elleni harcra, konvojkísérésre, légi mentésre és szállításra is alkalmaztak. Az amerikai légierőnél QA–10 típusjelzéssel állt szolgálatban. A Kanadában gyártott változatok neve Canso volt. Az Egyesült Államokon kívül Kanadában, Nagy-Britanniában és Ausztráliában állt szolgálatban.

## Története
Valószínűleg emberek ezrei köszönhették életüket a Consolidated PBY Catalina pilótáinak. A paraszolszárnyas, kétmotoros hidroplán és amfíbia a második világháború leglassabban repülő légi járműve volt. Ennek ellenére a PBY kiválóan alkalmas volt a mentési feladatok végrehajtására, mivel robusztus, jól felfegyverzett mivolta miatt a legnehezebb körülmények között is ki tudta menteni az embereket az ellenséges vizekről. A Catalina volt a legnagyobb számban gyártott hidroplán. Tervezése az amerikai tengerészet követelményeinek megfelelően történt, és eszerint nagy hatótávolságú, őrjáratozó, bombázó feladatokra is alkalmas gép született. A Catalina tengeralattjáró-elhárításban és tengeri célpontok elleni küzdelemben is sikeresnek mutatkozott. A PBY, amelyet a szövetséges államok számos légiereje is megrendelt, a második világháborúban több tengerészt és repülőt mentett ki a tengerből, mint bármely más légi jármű. A leghíresebb Catalinák a Black Cats-ek voltak, amelyeket 1942-ben a Csendes-óceán térségében a Japán elleni harcok során vetettek be. Az amerikai repülőgépeket rendszerint a repülőgép-anyahajók látták el üzemanyaggal, élelemmel.

## Műszaki adatok (PBY–5A)

Consolidated PBY–5A Catalina

- Motor: két 1217 LE-s (895 kW) Pratt & Whitney R-1830-92 Twin Wasp csillagmotor
- Max. sebesség: 289 km/h (2135 m-en)
- Hatótáv: 4096 km
- Csúcsmagasság: 4480 m
- Tömeg: üres: 9485 kg; max. felszálló: 16 066 kg
- Fegyverzet: két 7,62 mm-es géppuska az orrban, egy hátrafelé, lefelé a törzsben keresztben elhelyezve, két 12,7 mm-es géppuska az oldalkupolákban, valamint tengeri mentőfelszerelés (felfújható mentőcsónak)
- fesztáv: 31,70 m
- hossz: 19,47 m
- magasság: 6,15 m
- szárnyfelület: 130,06 m²